# Detlef Radke (Politiker, 1956)
Detlef Radke (* 20. Oktober 1956 in Tangerhütte) ist ein deutscher Politiker (CDU). Er war von 2002 bis 2021 Mitglied des Landtages von Sachsen-Anhalt.

## Leben
Nach Abschluss der Schule im Jahr 1973 machte Detlef Radke zunächst von 1973 bis 1975 eine Lehre. Danach studierte er von 1977 bis 1980 an der FH Wernigerode. Zwischen 1981 und 1989 war Radke Abteilungsleiter einer LPG. 1989 war er Vorsitzender der LPG in Demker. Seit 1990 ist er selbstständig.
Radke ist evangelisch, verheiratet und hat zwei Kinder und einen Enkel.

## Politik
Detlef Radke trat 1991 der CDU bei. Seit 1995 ist er Bürgermeister der Gemeinde Weißewarte. Seit 1999 ist Radke Mitglied des Kreistages Stendal. Seit 2001 ist Radke Vorsitzender des CDU-Ortsverbandes Weißewarte.
Im April 2002 wurde Radke über den Wahlkreis 05 (Genthin) in den Landtag von Sachsen-Anhalt gewählt. In der folgenden Wahlperiode war er erneut Abgeordneter des Landtages. Dort war er Mitglied im Ausschuss Finanzen, stellv. Mitglied im Ausschuss für Ernährung, Landwirtschaft und Forsten, im Ausschuss für Landesentwicklung und Verkehr sowie im Ausschuss Inneres.